# SsangYong Rexton
Il SsangYong Rexton è uno Sport Utility Vehicle di grandi dimensioni prodotto dalla SsangYong Motor Company a partire dal 2001 in due generazioni. Sul mercato italiano è disponibile solo dal 2002.

## Prima generazione (2001-2017)
Lo sviluppo della Rexton di prima generazione venne avviato nel 1998 con il codice progettuale Y200: la casa coreana aveva intenzione di sostituire l’ormai anziano fuoristrada Musso con un modello tutto nuovo, tecnologicamente più avanzato e soprattutto dal design più moderno. SsangYong era già partner di Mercedes-Benz, e rafforzò l’alleanza con il costruttore tedesco acquisendo la licenza di produzione della piattaforma a longheroni della Mercedes-Benz Classe M; il design del nuovo veicolo fu affidato alla Italdesign e fu impostato seguendo il trend delle SUV di lusso, mercato in forte crescita, mantenendo le caratteristiche da fuoristrada. La vettura venne presentata nel 2001 in Corea del Sud ed era disponibile sia in versione a cinque che a sette posti con cambio manuale dotato di riduttore (versioni a trazione integrale TOD), o automatico sequenziale (versioni AWD inseribile) a 4 marce con comandi al volante. Le motorizzazioni sono di origine Mercedes-Benz.
In Italia era disponibile dal 2002 con una gamma composta da 2 motorizzazioni: una benzina 3199 centimetri cubi abbinata ad un cambio automatico a 4 rapporti con riduttore e una a gasolio da 2874 centimetri cubi, disponibile con cambio manuale a 5 rapporti o automatico a 5 sempre con riduttore. Nel 2004 in occasione di un facelift si aggiungerà un terzo propulsore di 2696 centimetri cubi a gasolio che pensionerà il vecchio 2.9 diesel e debutterà un nuovo cambio automatico sequenziale di origine Mercedes a 5 rapporti, disponibile sia sulla motorizzazione 3.2 (per l'occasione omologata Euro 4) che sulla 2.7 come optional.
La vettura è progettata su di un pianale a longheroni di origine Mercedes-Benz utilizzato anche dalla prima generazione di Classe M. Il design è stato realizzato da Giorgetto Giugiaro e la carrozzeria possiede un coefficiente di resistenza aerodinamica pari a 0,39.

### 2006-2012: Rexton II

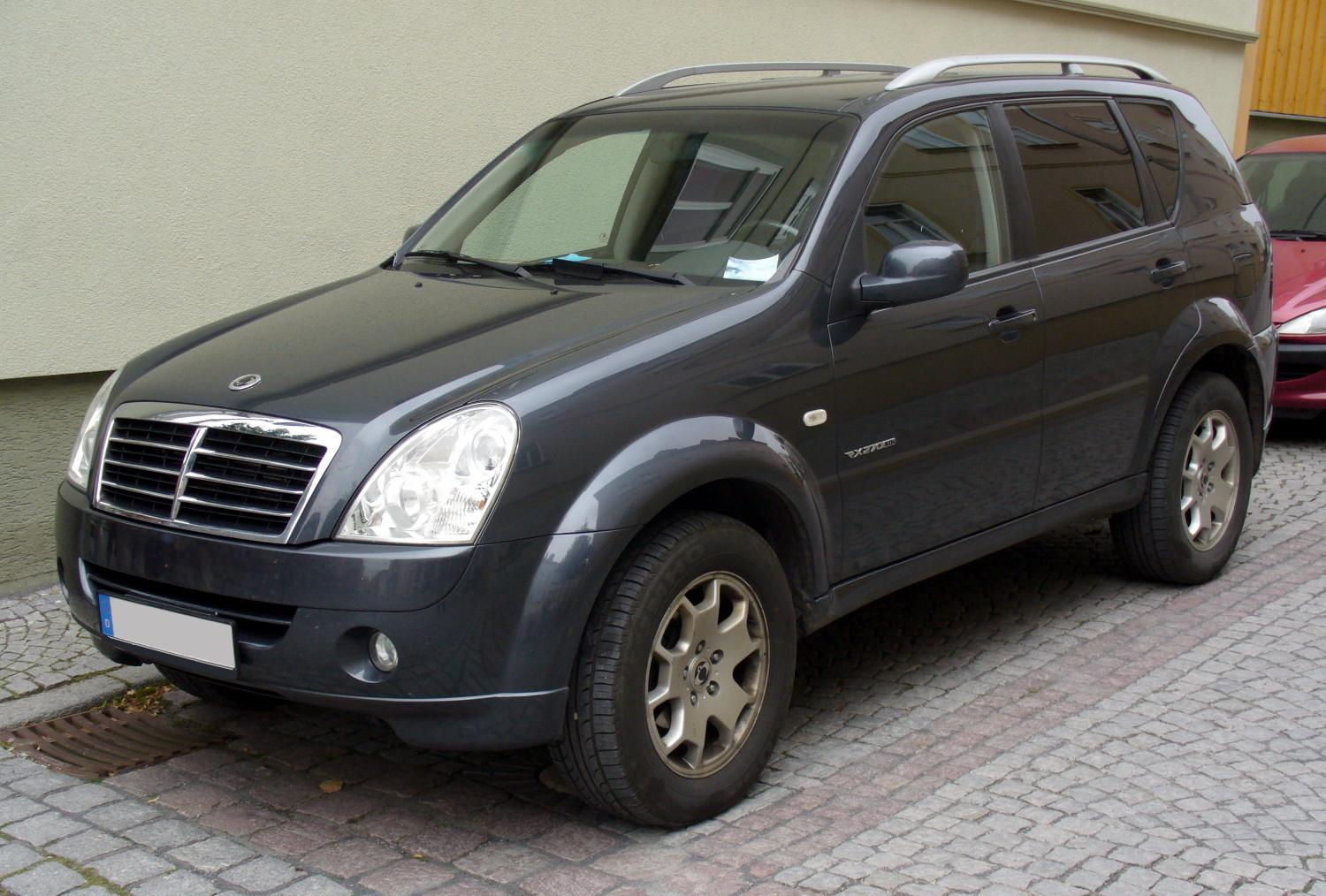
SsangYong Rexton II frontale della versione 2006

Verso la fine del 2006 il Rexton è stato oggetto di un lieve restyling (codice progettuale Y250) concentrato nel frontale e ha assunto la denominazione Rexton II. Debutta una nuova motorizzazione 2.7 Diesel da 186 cavalli che ha affiancato la versione da 165 cavalli debuttata nel 2004. Altra novità riguarda il pianale, che ha subito varie modifiche alle sospensioni posteriori, ora del tipo Multilink sugli allestimenti di punta e della nuova trazione integrale permanente con differenziale centrale asimmetrico che ripartisce fino al 60% della coppia motrice all’assale posteriore.
Dal 2009 è disponibile il filtro antiparticolato CPDF per la motorizzazione 2.7 XDI da 186 cavalli e debutta una versione depotenziata a 172 cavalli (che va a sostituire il vecchio step di 165) denominato Green Diesel XDI.

### 2012-2017: Rexton W

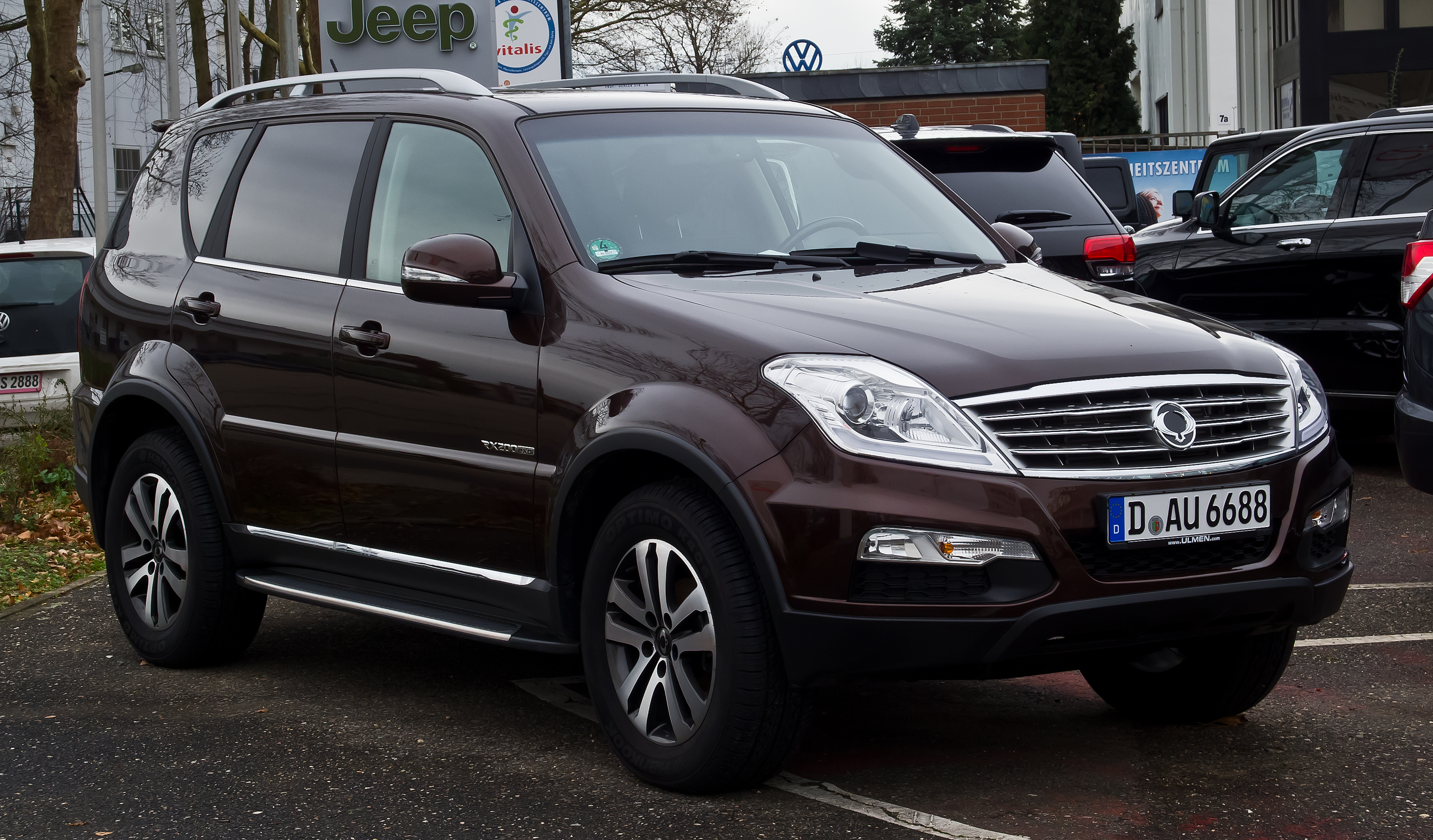
Rexton W con motore 2.0 e-XDI

Presentata nel novembre 2012 viene messa in vendita dalla fine dello stesso anno in Corea del Sud e da febbraio 2013 in Europa. Con il terzo restyling (codice progettuale Y300) la vettura viene ribattezzata Rexton W (analogamente alla berlina Chairman W venduta in Asia) dove la W indica “Work of Art” per sottolineare l’introduzione di allestimenti più ricchi e lussuosi; le novità si concentrano al frontale ridisegnato più basso e spiovente con nuovi fanali e calandra e nuovi paraurti con prese d’aria stilizzate a U, debuttano nuovi cerchi in lega e nuove cromature nei fascioni sotto le portiere, mentre al posteriore vengono introdotti gruppi ottici con grafica inedita a LED. All’interno vengono introdotte nuove finitire in plastica stile alluminio, nuovo impianto multimediale con navigatore e bluetooth e nuovi rivestimenti per i sedili. 
La gamma motori europea viene composta dal nuovo propulsore 2.0 litri e-XDI a quattro cilindri omologato Euro 5 con filtro antiparticolato, 16 valvole e iniezione diretta common rail erogante 155 cavalli e 360 Nm di coppia abbinato alla trasmissione manuale a 6 rapporti o automatica Mercedes NAG-5G Tronic; il 2.0 sostituisce i motori 2.7 diesel che restano in produzione per la Corea del Sud, Asia e Russia.
Nel dicembre 2015 debutta l’ultimo aggiornamento che vede l’adozione del nuovo motore 2.2 e-XDI quattro cilindri 16V erogante 178 cavalli con 400 Nm di coppia massima,  omologato Euro 6. Con la nuova motorizzazione debutta il cambio automatico sequenziale Mercedes NAG 7G-Tronic a sette rapporti e vengono introdotti aggiornamenti agli interni con l’adozione di un nuovo volante, debutta il nuovo logo della casa, viene rinnovata la calandra frontale e vengono introdotti i nuovi sistemi di navigazione Alpine con schermo da 7 pollici e la radio digitale DAB.

### Rexton II R-Line
Presentata al Salone Internazionale di Londra 2008 la Rexton II R-Line è la versione sportiva del SUV coreano realizzata dal tuner inglese Kahn Design presso le officine di Bradford e commercializzata solo in Inghilterra.
Le modifiche riguardano soprattutto l'estetica della vettura grazie ai cerchi in lega Kahn Design RST da 22 pollici con pneumatici 285/35 R22 e minigonne che ne migliorano l'aerodinamicità. Proposta solo con vernice metallizzata nera dispone di assetto sportivo ribassato, tetto apribile elettricamente, vetri oscurati e scarico con quattro terminali mentre la dotazione interna è caratterizzata da sedili in pelle e Alcantara con cuciture rosse. Si possono anche aggiungere alcuni optional specifici quali il sistema di navigazione Kenwood con schermo touch-screen e lo spoiler posteriore.

### Motorizzazioni
| Modello                  | Disponibilità       | Motore                       | Cilindrata | Potenza         | Emissioni CO2 (g/Km) | Velocità max (Km/h) | 0–100 km/h (secondi) | Consumo medio (Km/l) |
| 3.2 L6 24V AWD           | dal debutto         | 6 cilindri in linea, Benzina | 3.199 cm³  | 162 kW (220 CV) | 323                  | 184                 | 9,9                  | 6,9                  |
| 2.9 TD AWD               | dal debutto al 2004 | 5 cilindri in linea, Diesel  | 2.874 cm³  | 88 kW (120 CV)  | -                    | 160                 | 16,0                 | 10,7                 |
| 2.7 XDI TOD              | dal 2004 al 2008    | 5 cilindri in linea, Diesel  | 2.696 cm³  | 121 kW (165 CV) | 232                  | 177                 | 11,9                 | 11,1                 |
| 2.7 XDI Green Diesel TOD | dal 2009            | 5 cilindri in linea, Diesel  | 2.696 cm³  | 126 kW (172 CV) | 251                  | 180                 | 11,9                 | 11,3                 |
| 2.7 XVT AWD              | dal 2006            | 5 cilindri in linea, Diesel  | 2.696 cm³  | 137 kW (186 CV) | 233                  | 181                 | 11,6                 | 10,9                 |

## Seconda generazione (dal 2017)
La seconda generazione della Rexton è nota con il codice progettuale Y400 e lo sviluppo partì nel 2012: durante la genesi la casa madre impose la realizzazione di una vettura totalmente inedita e basata su nuove tecnologie; la precedente serie infatti nasceva grazie ad una collaborazione con il costruttore Mercedes-Benz mentre per la nuova la casa proseguì per lo sviluppo in modo individuale grazie anche all'apporto finanziaria di Mahindra (divenuto il proprietario della stessa SsangYong). Un primo studio che anticipo parte dello stile venne esposto pubblicamente nel 2013 al Salone di Seoul sotto forma del concept SsangYong LIV-1 che riscontrò consensi favorevoli da poterne approvare il design definitivo e quindi passare alla fase ingegneristica. A tre anni di distanza dal primo prototipo ne viene presentato un secondo al salone dell'automobile di Parigi 2016 denominato SsangYong LIV-2 praticamente definitivo ad eccezione di alcuni dettagli esterni e alcune rifiniture interne. Nel particolare la LIV-2 introduceva tutte le tecnologie e i dispositivi di sicurezza al debutto sui futuri modelli della casa
La Rexton di seconda generazione viene presentata ufficialmente al Salone di Seoul nel marzo 2017. La vettura possiede un design della carrozzeria stile SUV ma con caratteristiche da vera fuoristrada; esteticamente riprende fedelmente il prototipo LIV-2 con uno stile morbido caratterizzato da una grande presa d'aria nella parte bassa del muso e una nuova calandra ispirata a quella della piccola SsangYong Tivoli. La fiancata possiede la vetratura che risale lungo la linea di cintura e un massiccio montante C, inoltre i passaruota sono in evidenza per rendere più slanciata e meno pesante il complesso. La coda invece presenta una classica fanaleria orizzontale raccordata alla fiancata. La lunghezza è di 4,850 metri, la larghezza di 1,960 metri e l'altezza è pari a 1,825 metri con un passo di 2,865 metri. L'abitacolo è disponibile nelle versioni a cinque e sette posti. Gli angoli di attacco e uscita sono rispettivamente di 20,5 e 22,2 gradi.

### Restyling 2020

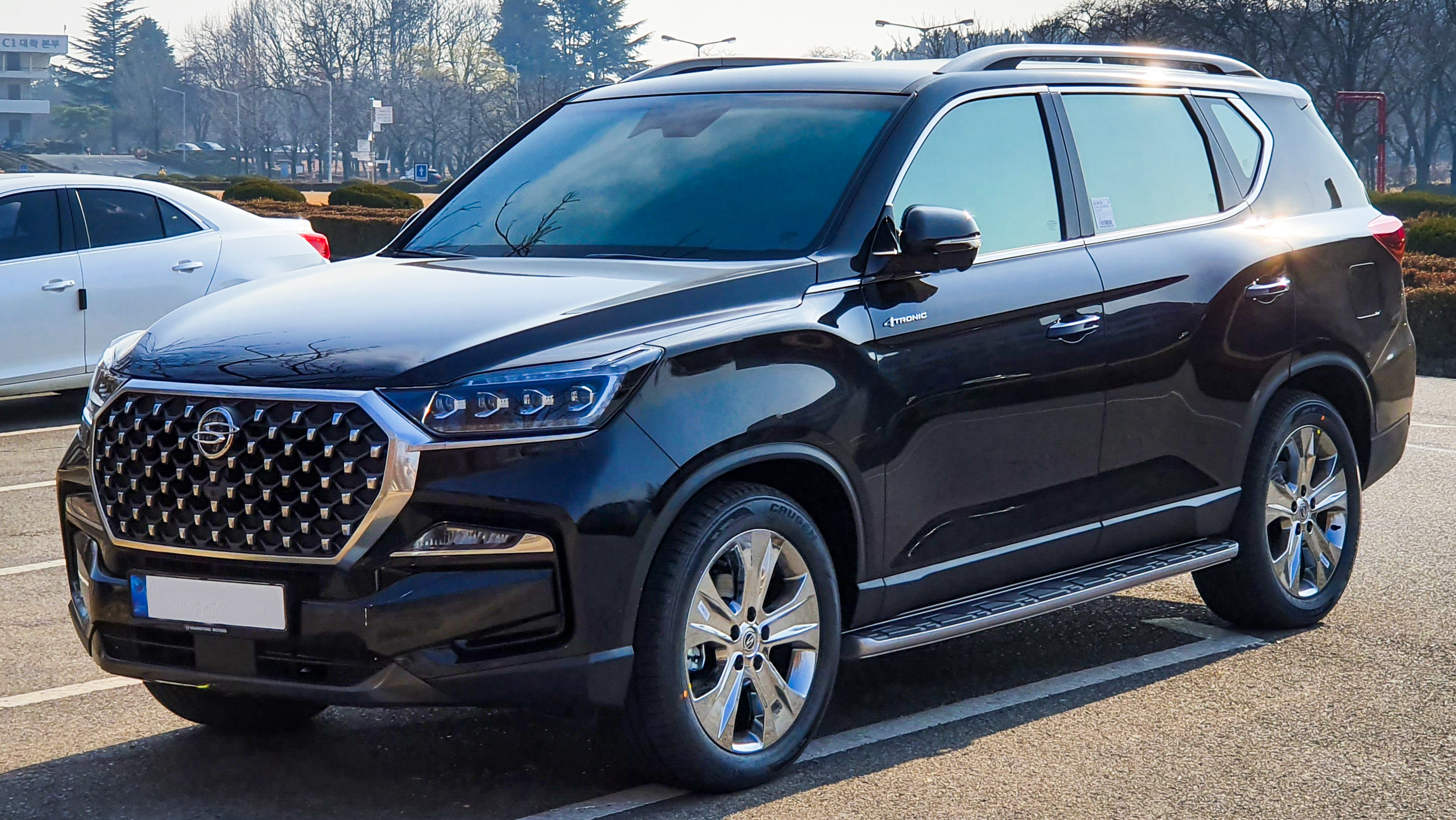
Restyling Rexton

Nel fine 2020 debutta in Corea del Sud il restyling, sui mercati europei viene introdotto nel maggio 2021: la principale modifica è il frontale ridisegnato con una nuiva calandra esagonale e internamente debutta una nuova plancia con sistema di infotainment con display da 12,3” ed un nuovo cambio automatico shift by-wire a 8 rapporti accoppiato al motore diesel omologato Euro6 D Final 2,2 litri da 202 CV.

### Meccanica e motorizzazioni
La Rexton di seconda generazione si basa su un telaio denominato Quad-Frame, una nuova struttura a longheroni realizzata in collaborazione con POSCO composta da acciai ultra resistenziali con resistenza da 1.5 GPa. Lo scheletro della carrozzeria è anch'esso realizzato per l’81,7% in acciai alto resistenziali (AHSS) e tutta la struttura è più rigida e leggera di 100 kg rispetto alla vecchia Rexton di prima generazione.
Il telaio è a trazione posteriore con integrale inseribile di tipo torque on demand tramite selettore sul tunnel centrale e possibilità di inserire anche le marce ridotte. Le sospensioni anteriori sono di tipo indipendenti a quadrilatero con molle elicoidali mentre le posteriori sono di tipo Multilink a cinque bracci nelle versioni a cambio manuale e a dieci bracci nelle versioni a cambio automatico. La gamma motori è composta dal nuovo 2,0 litri quattro cilindri sviluppato interamente da SsangYong con distribuzione 16V alimentato a benzina con iniezione diretta e turbocompressore erogante 225 cavalli di potenza massima e 350 Nm accoppiato ad un cambio automatico a sei rapporti (più ridotte) Aisin ed alla trazione solo posteriore oppure integrale. Il motore diesel è il 2,2 litri XDI quattro cilindri 16V che già era disponibile sulla vecchia Rexton ma totalmente rivisto, il filtro anti-particolato viene integrato nei pressi del motore, la turbina è a geometria variabile e la potenza massima erogata è di 181 cavalli per 400 Nm di coppia massima (420 Nm le versioni automatiche). Il 2.2 XDI è disponibile con trazione posteriore o integrale e con cambio manuale a 6 rapporti con ridotte oppure automatico 7 rapporti con ridotte di origine Mercedes-Benz.

### Rexton Sports: versioni pick-up

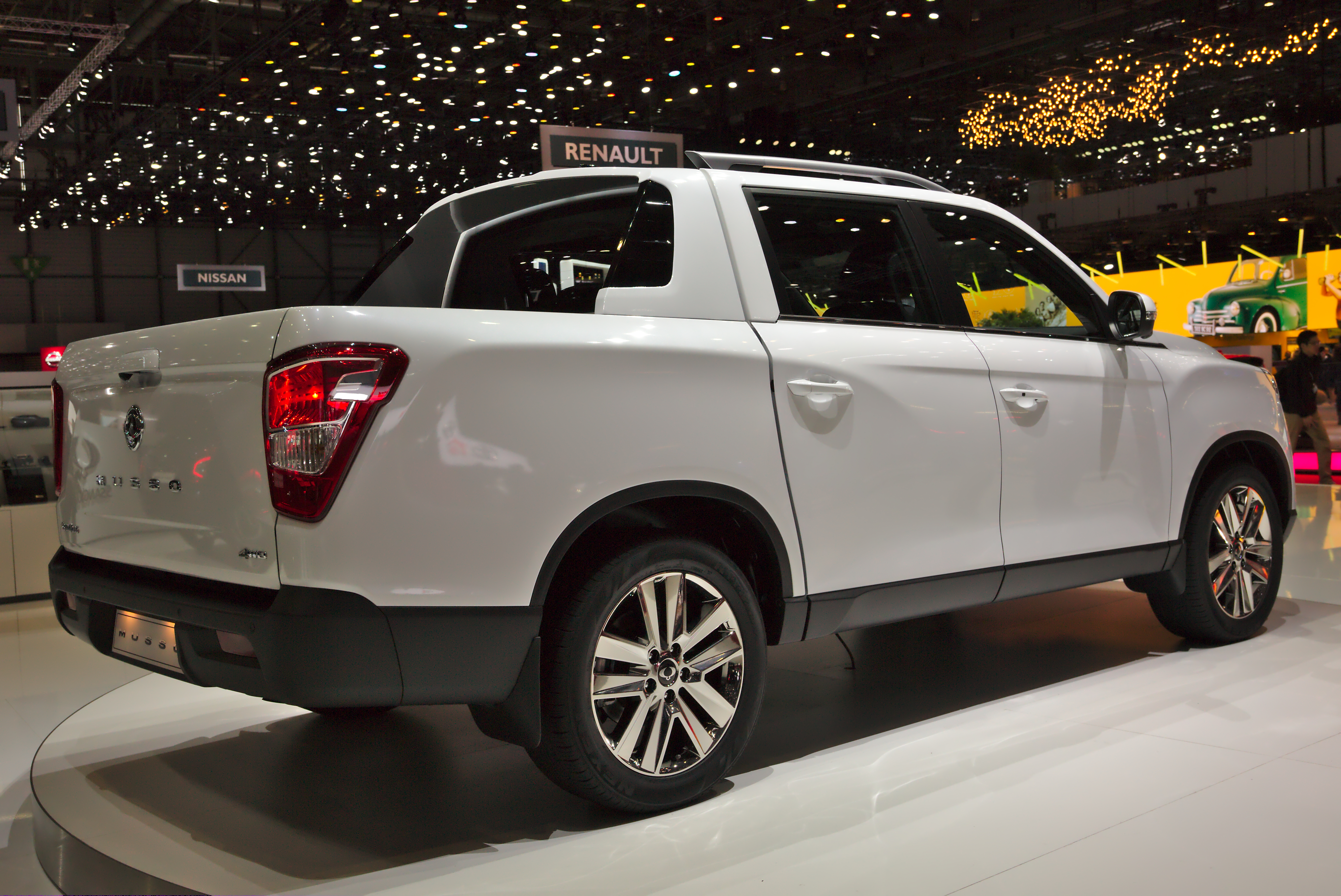
La Rexton Sports, versione pick-up

La gamma pick-up del Rexton viene identificata dalla denominazione aggiuntiva Sports e venne progettata in due versioni (codice Q200): una standard più compatta e una XL più lunga con cassone più ampio e il passo della carrozzeria allungato. Entrambe andarono a sostituire il vecchio Actyon Sports. 
Il modello Sports standard venne presentato al Salone dell’auto di Ginevra del 2018 e ha un passo di 3,10 metri, la carrozzeria è lunga 5.095 metri e possiede un cassone dal volume pari a 1011 litri con una larghezza pari a 1,570 metri, lunghezza di 1,300 metri e altezza pari 0,570 metri. La portata è pari a 850 kg. La dotazione e la meccanica resta la stessa della versione SUV, il motore disponibile è il 2.2 turbodiesel da 181 cavalli abbinato ad un cambio manuale a 6 rapporti o ad un automatico Aisin a 6 rapporti.
Il modello Sports XL venne presentato nel marzo 2019 e possiede il passo allungato a 3,21 metri e una portata aumentata a 1.062 kg con un volume del cassone pari a 1.262 litri. Larghezza e altezza restano le stesse. La carrozzeria è lunga 5,405 metri.